# Dieter Finke (Fußballspieler)
Dieter Finke (* 11. März 1960) ist ein ehemaliger deutscher Fußballspieler.

## Karriere
Nach den Stationen FC Urbar und SV Metternich kam Dieter Finke im Jahr 1978 zum Südwest-Oberligisten Sportfreunde Eisbachtal. 1981 wechselte er in die 2. Bundesliga zu den Stuttgarter Kickers. Er wurde sofort Stammspieler in der von Slobodan Cendic trainierten Mannschaft. Den Stammplatz behielt er auch unter Cendics Nachfolgern Jürgen Sundermann, Horst Buhtz und Dieter Renner. In seiner letzten Saison bei den Kickers erreichte er mit seinem Verein das DFB-Pokalfinale, was gegen den Hamburger SV mit 1:3 verloren ging.
1987 ging er nach sechs Jahren und insgesamt 211 Pflichtspielen für die Stuttgarter Kickers zum SV Waldhof Mannheim in die Bundesliga. Dort musste er 1988 gegen den SV Darmstadt 98 in die Relegation, die man im Entscheidungsspiel nach Elfmeterschießen erfolgreich gestaltete. 1989 unterschrieb er einen Vertrag beim FC Homburg, ebenfalls Erstligist. Gleich im ersten Jahr beim FCH stieg er mit seinem Verein ab. Der Aufstieg sollte bis zu seinem Weggang 1993 nicht mehr gelingen – ab 1991 war man sogar im Abstiegskampf verwickelt. Von 1993 bis 1995 ließ Finke seine Karriere beim TuS Montabaur ausklingen.

### Statistik
| Liga          | Spiele (Tore) |
| ------------- | ------------- |
| Bundesliga    | 071 0(5)      |
| 2. Bundesliga | 265 (13)      |
| Wettbewerb    |               |
| DFB-Pokal     | 024 0(2)      |